# لاس ماراویلاس (نیومکزیکو)
لاس ماراویلاس (به انگلیسی: Las Maravillas) یک منطقهٔ مسکونی در ایالات متحده آمریکا است که در نیومکزیکو واقع شده‌است. لاس ماراویلاس ۲٫۶۵ کیلومتر مربع مساحت و ۱٬۶۲۸ نفر جمعیت دارد و ۱٬۵۳۱ متر بالاتر از سطح دریا واقع شده‌است.